# Kerstenen (kaartspel)
Kerstenen is een kaartspel, waarbij twee tot vier spelers zo veel mogelijk heidenen proberen te bekeren met de geestelijken die zij in hun hand hebben. Het spel wordt gespeeld met een gewoon pak speelkaarten. De heidenen (en enkele bijzondere kaarten) zijn hier een stapel kaarten met waarde 2-10, de geestelijken zijn de kaarten met een beeldje (aas, heer, koningin, boer).

## Spelregels

### Doel van het spel
De spelers moeten door het inzetten van hun geestelijken zo veel mogelijk heidenen voor zich proberen te winnen.

### Waarde van de kaarten

#### Heidenen
Alle heidenen hebben een waarde van 1 punt, ongeacht de nominale waarde van de kaarten. Het gaat hier om de kaarten met waarden 2, 4, 5, 8, 9 en 10. Een kaart met waarde 10 is dus evenveel waard als een met waarde 2!

#### Geestelijken
De geestelijken hebben elk een verschillende bekeringsrang. Hoe hoger deze waarde, hoe sterker de invloed die een geestelijke uitoefent bij het bekeren van een heidene. De verdeling van deze waarden verloopt als volgt:
| Kaart                            | Naam      | Bekeringspunten |
| -------------------------------- | --------- | --------------- |
| dame                             | non       | 1               |
| boer                             | priester  | 2               |
| heer                             | bisschop  | 4               |
| aas (harten, ruiten en klaveren) | kardinaal | 6               |
| schoppenaas                      | paus      | 12              |

Opgelet, de dame is minder waard dan de boer!

#### Bijzondere kaarten
Tussen de heidenen zitten ook bijzondere kaarten, namelijk de kaarten met waarden 3, 6 en 7.
| Kaart | Naam                | Betekenis |
| ----- | ------------------- | --- |
| 3     | zaligverklaring     | Drie 3'en leveren een speler 10 extra punten op. |
| 6     | Getal van het Beest | Drie 6'en leveren de andere speler 30 minpunten op. Bezit een speler echter één, twee of vier 6'en, dan levert dit deze speler 10 minpunten per kaart met waarde 6 op. |
| 7     | heiligverklaring    | Drie 7's leveren een speler 20 extra punten op. |

### Spelverloop
- De heidenen en bijzondere kaarten worden geschud en vormen een gedekte stapel in het midden van de tafel.
- De geestelijken vormen een tweede gedekte stapel.
- Iedere beurt worden vier kaarten van de eerste stapel een voor een in een horizontale rij tussen beide spelers in open op tafel gelegd.
- Iedere beurt krijgt elke speler vier kaarten van de tweede stapel uitgedeeld. De speler mag deze inkijken maar houdt ze verborgen voor de andere spelers.
- De jongste speler begint.
- Om de beurt leggen de spelers nu een geestelijke aan een heiden of bijzondere kaart (aan hun kant van de tafel). Als de geestelijken uitgespeeld zijn worden per kaart voor elke speler de bekeringswaarden van de geestelijken opgeteld. De heidene in kwestie gaat naar de persoon die er voor de hoogste bekeringswaarde geestelijken tegenaan gooide.
- Indien er zich bij de bekering van een heiden een ex aequo van bekeringswaarden voordoet, dan wint diegene met de paus. Indien de paus niet werd gelegd (bij deze heiden), dan wint de speler met het meeste nonnen. Indien er nog steeds een ex aequo bestaat, wordt de heiden niet bekeerd. Heidenen die door niemand worden bekeerd, blijven liggen. De geestelijken die betrokken waren bij een ex aequo worden - net als de andere gebruikte geestelijken - verwijderd en naast de gedekte stapel geestelijken gelegd.
- Na elke beurt wordt het aantal heidenen en bijzondere kaarten aangevuld tot vier en krijgt elke speler opnieuw vier geestelijken.
- Indien de stapel geestelijken op is, worden de reeds gebruikte geestelijken opnieuw geschud en uitgedeeld tot iedere speler er vier heeft.
- Het spel eindigt als alle heidenen bekeerd zijn. Nu worden alle punten opgeteld. De speler met het hoogste aantal punten wint.